# Liste der Kulturdenkmäler in Westhofen
In der Liste der Kulturdenkmäler in Westhofen sind alle Kulturdenkmäler der rheinland-pfälzischen Ortsgemeinde Westhofen aufgeführt. Grundlage ist die Denkmalliste des Landes Rheinland-Pfalz (Stand: 25. März 2025).

## Denkmalzonen
| Bezeichnung               | Lage | Baujahr                 | Beschreibung | Bild                           |
| ------------------------- | --- | ----------------------- | --- | ------------------------------ |
| Denkmalzone Am Markt      | Am Markt 14-24, Ohligstraße 2 Lage | ab 1600                 | Bereich des ehemaligen befestigten Friedhofs mit katholischer und evangelischer Kirche sowie Marktplatz, südliche Stützmauer nach der Kellergasse, wohl um 1724/25, dort 12 Gewölbekeller unter dem Friedhof, 1600 erwähnt, und Wohnhäuser des 18. und 19. Jahrhunderts                                                                           | Fotos hochladen                |
| Denkmalzone Hofgut Orb    | Obere Blenz 27, Heerweg 11 Lage | 1832                    | offener Dreiseithof, zwischen 1832 und 1840 angelegt; zweigeschossiges spätklassizistisches Wohnhaus, bezeichnet 1836 und 1837, gegenläufige biedermeierliche Flurtreppe, originale Ausstattung im Erdgeschoss teilweise erhalten; Scheunen- und Stallgebäude mit aufwendigen Fassaden, um 1840; Hofpflaster, Gartenanlage; bauliche Gesamtanlage | BW                             |
| Denkmalzone Ortskern      | Altbachgasse 1, 2, 4, Am Markt 1–24, Kellergasse 7, Mainzer Straße 1–3, 6, 8, Ohligstraße 1–9 (ungerade Nummern), 2, Seegasse 2, 4, Wormser Straße 1–5 Lage | 16. bis 19. Jahrhundert | kennzeichnender Ortsgrundriss; weitgehend geschlossener Baubestand des 16. bis 19. Jahrhunderts mit hoher Konzentration von Einzeldenkmälern | Fotos hochladen                |
| Denkmalzone Seebachquelle | An dem Seebach 3, 5 und ohne Nummer Lage | 16. Jahrhundert         | ehemaliger Waschplatz an der Seebachquelle, kanalisierter Seebach bis zur ehemaligen Seemühle, mit ehemaligem Badhaus (Nr. 3/5) im Kern des aus dem 16. Jahrhundert | weitere Bilder Fotos hochladen |

## Einzeldenkmäler
| Bezeichnung                                | Lage                                                          | Baujahr                              | Beschreibung | Bild                           |
| ------------------------------------------ | ------------------------------------------------------------- | ------------------------------------ | --- | ------------------------------ |
| Evangelischer Pfarrhof                     | Altbachgasse 1 Lage                                           | nach 1723                            | spätbarocker Krüppelwalmdachbau, bald nach 1723; „Franzosenkeller“, Pfarrgarten | BW                             |
| Türsturz                                   | Am Frohnbrunnen, bei Nr. 8 Lage                               | 1704                                 | barocker Türsturz der ehemaligen Saalmühle, 1704 | BW                             |
| Veteranenstein                             | Am Markt Lage                                                 | 1847                                 | Veteranenstein, klassizistisch, 1847 | Fotos hochladen                |
| Kriegerdenkmal                             | Am Markt Lage                                                 | 1881                                 | Kriegerdenkmal 1870/71, Obelisk, bezeichnet 1881 | Fotos hochladen                |
| Gasthaus Deutsches Haus                    | Am Markt 1 Lage                                               | 16. Jahrhundert                      | ehemaliges Gasthaus, im Kern aus dem 16. Jahrhundert; Zierfachwerk um 1670/80, Portal bezeichnet 1806; Ökonomie; bauliche Gesamtanlage | Fotos hochladen                |
| Wohn- und Geschäftshaus                    | Am Markt 2 Lage                                               | 1748                                 | spätbarocker Mansarddachbau, bezeichnet 1748 | Fotos hochladen                |
| Wohnhaus                                   | Am Markt 3 Lage                                               | um 1718/21                           | barockes Wohnhaus mit älterem Kern, Fachwerkgiebel verschiefert, um 1718/21 | Fotos hochladen                |
| Wohn- und Geschäftshaus                    | Am Markt 4 Lage                                               | um 1650/60                           | Wohn- und Geschäftshaus, teilweise Fachwerk um 1650/60, Umbauten (bezeichnet) 1726 und in den 1950er Jahren; städtebaulich bedeutend | BW                             |
| Schülerhof                                 | Am Markt 5 Lage                                               | 1597                                 | barock überformter Krüppelwalmdachbau mit Renaissance-Treppenturm, bezeichnet 1597 und 1779; Nebengebäude; Toranlage bezeichnet 1598 und 1599; Brunnen, Garten | BW                             |
| Hofanlage                                  | Am Markt 6 Lage                                               | 1567                                 | Wohn- und Geschäftshaus, Renaissance-Massivbau (im Giebel Zierfachwerk, wohl um 1700), bezeichnet 1567, 1576 und 1708; ehemalige Schmiede 1897; Wirtschaftsgebäude aus dem 19. und 20. Jahrhundert, darin Spolie, bezeichnet 1706                                    | Fotos hochladen                |
| Katholisches Pfarrhaus                     | Am Markt 7 Lage                                               | um 1700                              | katholisches Pfarrhaus, teilweise Zierfachwerk, im Kern wohl um 1700, Umbau um 1760 | Fotos hochladen                |
| Gasthaus Zur Krone                         | Am Markt 8 Lage                                               | 16. oder 17. Jahrhundert             | ehemaliges Gasthaus, bezeichnet 1737; barocker Walmdachbau, im Kern aus dem 16. oder 17. Jahrhundert, Umbau im 18. und 19. Jahrhundert; platzbildprägend | BW                             |
| Kelterhaus                                 | Am Markt 9 Lage                                               | 1728                                 | ehemaliges Kurpfalz-Kelterhaus, jetzt zum Weingut Orb; langgestreckter Barockbau, bezeichnet 1728 | BW                             |
| Gasthaus Zum Löwen                         | Am Markt 12 Lage                                              | um 1770                              | ehemaliges Gasthaus; spätbarocker abgewalmter Mansarddachbau, wohl um 1770; Ladeneinbau um 1900 | BW                             |
| Wohnhaus                                   | Am Markt 13 Lage                                              | 1810                                 | stattliches Wohnhaus des Weinguts Orb, bezeichnet 1810 | Fotos hochladen                |
| Wohnhaus                                   | Am Markt 14 Lage                                              | 1839                                 | dreigeschossiger klassizistischer Walmdachbau, bezeichnet 1839 | Fotos hochladen                |
| Grenzstein                                 | Am Markt, an Nr. 15 Lage                                      | 1752                                 | ehemaliger Grenzstein, bezeichnet 1752 | BW                             |
| Skulptur                                   | Am Markt, an Nr. 16 Lage                                      | 18. Jahrhundert                      | barocke Hausmadonna, 18. Jahrhundert (eventuell Kopie); Türsturz, bezeichnet 1768 | BW                             |
| Katholische Pfarrkirche St. Peter und Paul | Am Markt 18 Lage                                              | 1711                                 | barocker Saalbau von 1712, über spätmittelalterlichem Beinhaus, 1892 neugotisch überformt und erweitert, Architekt Joseph Heinrich August Lucas, Mainz | weitere Bilder Fotos hochladen |
| Evangelische Pfarrkirche                   | Am Markt 20/22 Lage                                           | 1574                                 | ehemals St. Peter und Paul; im Kern gotischer Saalbau, chor bezeichnet 1574, Schiff bezeichnet 1607, Nordportal bezeichnet 1604, 1663–70, 1701 Wiederaufbau, Langhaus 1864, 1900                                                                                     | weitere Bilder Fotos hochladen |
| Wohnhaus                                   | Am Markt 24 Lage                                              | 1786                                 | barocker Krüppelwalmdachbau, bezeichnet 1786 | BW                             |
| Ofenstein                                  | An dem Seebach, an Nr. 2 Lage                                 | 1719                                 | ehemaliger Ofenstein, bezeichnet 1719 | BW                             |
| Portalgewände                              | An dem Seebach, bei Nr. 7 Lage                                | 1556                                 | spätestgotisches Portalgewände, 1556 | BW                             |
| Seemühle                                   | An der Letze 39 Lage                                          | 16. Jahrhundert                      | ehemalige Seemühle; Wohn- und Mühlengebäude, im Kern aus dem 16. Jahrhundert, Umbau im 19. und 20. Jahrhundert, Schildgiebel bezeichnet 1572, Türsturz bezeichnet 1740; Gewölbestall, um 1860; Mühlrad                                                               | Fotos hochladen                |
| Ortsbefestigung                            | An der Letze 52 und weitere Lage                              | vor 1354                             | Reste der 1354 erwähnten, im Kern spätmittelalterlichen Ortsmauer; im Südwesten Wehrturm (An der Letze 52); bauliche Gesamtanlage | Fotos hochladen                |
| Katholischer Pfarrgarten                   | Hobelsgasse, bei Nr. 12 Lage                                  | 18. Jahrhundert                      | ehemaliger katholischer Pfarrgarten mit Umfassungsmauer und Pforte; Gartenpavillon wohl aus der ersten Hälfte des 19. Jahrhunderts | BW                             |
| Portal                                     | Hobelsgasse, an Nr. 13 Lage                                   | 1777                                 | Stichbogenportal, bezeichnet 1777 | BW                             |
| Inschriftstein                             | Kellergasse Lage                                              | 20. Jahrhundert                      | reliefierter Inschriftstein mit Ross, modern bezeichnet 1593, 20. Jahrhundert | Fotos hochladen                |
| Saalmühle                                  | Kellergasse 3 Lage                                            | 18. bis 20. Jahrhundert              | Teile der ehemaligen Saalmühle, Vierseitanlage, 18. bis 20. Jahrhundert; Unterstallhaus, bezeichnet 1744 und aus der zweiten Hälfte des 19. Jahrhunderts; Inschriftstein, bezeichnet 1760                                                                            | BW                             |
| Kelleranlagen                              | Kellergasse ohne Nummern Lage                                 | 16. bis 18. Jahrhundert              | zwölf Kelleranlagen, 16. bis 18. Jahrhundert; bauliche Gesamtanlage | Fotos hochladen                |
| Kriegerdenkmal und Grabmäler               | Mainzer Straße, auf dem Friedhof Lage                         | ab 1900                              | neuklassizistisches Kriegerdenkmal 1914/18, Kunststein, 1920er Jahre; Gräberfeld für Kriegsteilnehmer 1914/18, „Eiserne Kreuze“, um 1920–40; Grabmäler des späten 19. und frühen 20. Jahrhunderts                                                                    | weitere Bilder Fotos hochladen |
| Gasthof Zum Lamm                           | Mainzer Straße 2 Lage                                         | 1760                                 | Vierseithof; ehemaliger Gasthof „Zum Lamm“, barocker Krüppelwalmdachbau, teilweise Zierfachwerk (verputzt), bezeichnet 1760, im Kern wohl älter; spätgotische Spolie, 15. Jahrhundert; Ökonomie, 18. oder 19. Jahrhundert, Spolie bezeichnet 1758                    | BW                             |
| Almosenhaus                                | Mainzer Straße 5 Lage                                         | 16. oder 17. Jahrhundert             | Hofanlage; sogenanntes Almosenhaus, teilweise Fachwerk (verputzt), im Kern aus dem 16. oder 17. Jahrhundert, Veränderungen bezeichnet 1708; Ökonomiebauten, Spolie bezeichnet 1718, Keller- und Ganganlagen                                                          | Fotos hochladen                |
| Hofanlage                                  | Mainzer Straße 7 Lage                                         | 1666                                 | Hofanlage; barocker Winkelbau, 1774 (Umbau) mit älteren Teilen, bezeichnet 1666, Torfahrt bezeichnet 1820 | Fotos hochladen                |
| Trappischer Hof                            | Mainzer Straße 8 Lage                                         | 1722                                 | Dreiseithof; barockes Wohnhaus mit Fachwerkteilen, bezeichnet 1722; bauliche Gesamtanlage; straßenbildprägend | BW                             |
| Villa Keller                               | Mainzer Straße 10 Lage                                        | 1899                                 | späthistoristische Villa, 1899, Architekt Hermann Haldenwang, Worms, spätmittelalterlich-frühneuzeitliche Kelleranlage, Weinkelleranlage bezeichnet 1895, terrassierter Garten; Spolie bezeichnet 1705; bauliche Gesamtanlage                                        | Fotos hochladen                |
| Wohnhaus                                   | Obere Blenz 5 Lage                                            | 16. oder 17. Jahrhundert             | Zweiflügelanlage, bezeichnet 1778 und 1779, im Kern wohl aus dem 16. oder 17. Jahrhundert; straßenbildprägend | BW                             |
| Wohnhaus                                   | Obere Blenz 6 Lage                                            | um 1600                              | Wohnhaus, im Kern um 1600, spätbarock überformt, bezeichnet 1756; Reste eines Renaissanceportals | BW                             |
| Türsturz                                   | Obere Blenz, an Nr. 19 Lage                                   | 12. Jahrhundert                      | reliefierter romanischer Türsturz, 12. Jahrhundert | BW                             |
| Wohnhaus                                   | Ohligstraße 1 Lage                                            | 16. oder Anfang des 17. Jahrhunderts | im Kern wohl spätgotisches Wohnhaus, 16. oder Anfang des 17. Jahrhunderts | Fotos hochladen                |
| Gasthaus Zum Schwanen                      | Ohligstraße 3 Lage                                            | 16. oder 17. Jahrhundert             | Hofanlage; ehemaliges Gasthaus Zum Schwanen, Spätbarockbau, 18. Jahrhundert, im Kern wohl aus dem 16. oder 17. Jahrhundert; ummauerter Hochgarten mit Pforten | Fotos hochladen                |
| Hofanlage                                  | Ohligstraße 5 Lage                                            | 1755                                 | Dreiseithof; neunachsiges barockes Wohnhaus, bezeichnet 1755, Spolie bezeichnet 1588 | Fotos hochladen                |
| Hofanlage                                  | Ohligstraße 18 Lage                                           | 18. und 19. Jahrhundert              | Hofanlage des 18. und 19. Jahrhunderts; barockes Fachwerkhaus; Wirtschaftsgebäude mit Gewölbestall, 19. Jahrhundert | BW                             |
| Meckenheimer Hof                           | Ohligstraße 19 Lage                                           | 1554                                 | ehemaliger Meckenheimer Hof; Vierflügelanlage; stattliches Fachwerkhaus, teilweise massiv, bezeichnet 1554 | BW                             |
| Gasthaus Pfälzer Hof                       | Ohligstraße 21 Lage                                           | 16. Jahrhundert                      | ehemaliges Gasthaus Pfälzer Hof; Hofanlage; spätbarocker Putzbau, im Kern aus dem 16. Jahrhundert (Renaissance-Portal, bezeichnet 1596); Scheune bezeichnet 1602 und 1848                                                                                            | Fotos hochladen                |
| Wohnhaus                                   | Ohligstraße 23 Lage                                           | 16. oder 17. Jahrhundert             | Wohnhaus, im Kern aus dem 16. oder 17. Jahrhundert, im 18. oder 19. Jahrhundert überformt | BW                             |
| Villa Wolf                                 | Osthofener Straße 24 Lage                                     | 1897                                 | ehemaliges Weingut Heeß, heute Villa Wolf; Vierflügelanlage, gründerzeitliche Villa, Neurenaissance, bezeichnet 1897; Wirtschaftsgebäude, 19. Jahrhundert; Garten | BW                             |
| Hofanlage                                  | Seegasse 5 Lage                                               | ab 1700                              | Dreiseithof; spätbarockes Fachwerkhaus, teilweise massiv, wohl ab 1700 erbaut, bezeichnet 1739 und 1799; Torbogen bezeichnet 1799; Wirtschaftsgebäude, eines bezeichnet 1699, sonst aus dem 18. und 19. Jahrhundert, Gewölbestall aus der Mitte des 19. Jahrhunderts | BW                             |
| Bergmühle                                  | Seegasse 7 Lage                                               | 18. Jahrhundert                      | ehemalige Bergmühle; barocker Bruchsteinbau, Mansarddach, im Kern aus dem 18. Jahrhundert | BW                             |
| Wohnhaus                                   | Seegasse 9 Lage                                               | 1783                                 | spätbarockes Putzbau, teilweise Fachwerk, bezeichnet 1783, teilweise älter, bezeichnet 1689 | BW                             |
| Kellerbogen                                | Seegasse, an Nr. 11 Lage                                      | 1560                                 | Kellerbogen, bezeichnet 1560 | BW                             |
| Mikwe                                      | Seegasse 12 Lage                                              | 1708/09                              | ehemalige Mikwe, zweiteilige Kelleranlage, bezeichnet 1708/09 | BW                             |
| Torbogen                                   | Seegasse, an Nr. 19 Lage                                      | 1593                                 | Renaissance-Torbogen, bezeichnet 1593 | BW                             |
| Seehof                                     | Seegasse 20/22 Lage                                           | 1745                                 | ehemaliges kurpfälzisches Kameral-Seehofgut; Nr. 20 barockes Wohnhaus, 1745; Nr. 22 stark veränderter Barockbau, teilweise Fachwerk; straßenbildprägende Baugruppe                                                                                                   | BW                             |
| Liebfrauenkirche                           | zwischen Seegasse 46 und 52 Lage                              | 14. oder 15. Jahrhundert             | ehemalige Liebfrauenkirche; Ruine eines gotischen Saalbaus; Grabmäler vom 16. bis zum 19. Jahrhundert, darunter klassizistische Grabmäler Johann Dietrich, um 1835, und Anna Katharina Sponnagel, um 1851                                                            | BW                             |
| Gewölbestall                               | Wormser Straße 1 Lage                                         | um 1850/60                           | ehemaliger Gewölbestall, um 1850/60 | BW                             |
| Gasthaus Zum Hirschen                      | Wormser Straße 3 Lage                                         | 1750                                 | ehemaliges Gasthaus Zum Hirschen; langgestreckter Spätbarockbau, bezeichnet 1750 und 1754, mit umfassendem Renaissancekern | BW                             |
| Hofanlage                                  | Wormser Straße 4 Lage                                         | 1763                                 | dreiteilige spätbarocke Baugruppe; Wohnhaus, teilweise Zierfachwerk, bezeichnet 1783, Seitengebäude bezeichnet 1608 | BW                             |
| Schlussstein                               | Wormser Straße, an Nr. 5 Lage                                 | 1728                                 | Schlussstein, bezeichnet 1728 | BW                             |
| Weinberghaus                               | nördlich des Ortes; Flur An der Dreispitz Lage                | 1766                                 | tonnengewölbter Rechteckbau, wohl von 1766 | weitere Bilder Fotos hochladen |
| Wasserbehälter                             | nördlich des Ortes; Flur Auf dem Staasbühl Lage               | 1905                                 | Jugendstiltypenbau, bezeichnet 1905 | BW                             |
| Weinbergshaus                              | nordöstlich des Ortes; Flur Aulerde Lage                      | 1766                                 | Weinbergshaus, Rundkuppelbau, wohl von 1766 | BW                             |
| Brunnenhäuschen                            | nordwestlich des Ortes; Flur Oben rechts am Alzeyer Pfad Lage | 16. Jahrhundert (?)                  | Brunnenhäuschen, Bruchstein, 16. Jahrhundert (?) | Fotos hochladen                |
| Weinbergshaus                              | nordwestlich des Ortes; Flur Oben rechts am Alzeyer Pfad Lage | 1766                                 | Rundkuppelbau, wohl von 1766 | weitere Bilder Fotos hochladen |
| Weinbergshaus                              | nordwestlich des Ortes; Flur Im Dautensatz Lage               | 18. oder Anfang des 19. Jahrhunderts | Weinbergshaus, Kragkuppelrundbau, 18. oder Anfang des 19. Jahrhunderts | weitere Bilder Fotos hochladen |
| Weinbergshaus                              | nordwestlich des Ortes; Flur Im Katzeneck Lage                | Mitte des 19. Jahrhunderts           | Weinbergshaus, tonnengewölbter Rechteckbau, wohl aus der Mitte des 19. Jahrhunderts | BW                             |
| Weinbergshaus                              | südwestlich des Ortes; Flur Im hinteren Rotenstein Lage       | 1766                                 | tonnengewölbter Rechteckbau, wohl von 1766 | weitere Bilder Fotos hochladen |
| Weinbergshaus                              | westlich des Ortes; Flur Am Morstein Lage                     | 1766                                 | Weinbergshaus, Rundkuppelbau, wohl von 1766 | BW                             |

## Ehemalige Kulturdenkmäler
| Bezeichnung              | Lage             | Baujahr                           | Beschreibung                                                                                      | Bild |
| ------------------------ | ---------------- | --------------------------------- | ------------------------------------------------------------------------------------------------- | ---- |
| Wohnhaus                 | Am Markt 10 Lage | erste Hälfte des 19. Jahrhunderts | klassizistischer Krüppelwalmdachbau, erste Hälfte des 19. Jahrhunderts; aus Denkmalliste gelöscht | BW   |
| Gasthaus Zum grünen Baum | Am Markt 17 Lage | um 1760                           | ehemaliges Gasthaus Zum grünen Baum; barocker Putzbau, um 1760; aus Denkmalliste gelöscht         | BW   |